# Сен Реми ан Бос
Сен Реми ан Бос (итал. Saint-Rhémy-en-Bosses) је насеље у Италији у округу Долина Аосте, региону Долина Аосте.
Према процени из 2017. у насељу је живело 332 становника. Насеље се налази на надморској висини од 1639 м.

## Становништво
| 1936. | 1951. | 1961. | 1971. | 1981. | 1991. | 2001. | 2011. |
| ----- | ----- | ----- | ----- | ----- | ----- | ----- | ----- |
| 593   | 547   | 514   | 552   | 474   | 407   | 387   | 367   |